# (1671) Chaika
(1671) Chaika es un asteroide perteneciente al cinturón de asteroides descubierto el 3 de octubre de 1934 por Grigori Nikoláievich Neúimin desde el observatorio de Simeiz en Crimea.
Está nombrado en honor de Valentina Vladímirova «Chaika» Tereshkova, primera mujer en viajar al espacio.